# 235P/LINEAR
235P/LINEAR è una cometa periodica appartenente alla famiglia delle comete gioviane. La cometa è stata scoperta il 16 marzo 2002 dal programma di ricerca astronomica LINEAR ed essendo ritenuta un asteroide come tale fu denominata 2002 FA9, la sua riscoperta il 23 marzo 2010, questa volta come cometa, ha permesso di numerarla. Unica caratteristica della cometa è di avere una piccola MOID col pianeta Giove di sole 0,048 UA: il 7 maggio 1940 la cometa arrivò a 0,298 UA da Giove, il 20 giugno 2023 la cometa arriverà a 0,246 UA da Giove.